# U23-as Ázsia-bajnokság
Az U23-as Ázsia-bajnokság (angolul: AFC U-23 Championship) egy az AFC által kiírt nemzetközi labdarúgótorna, a 23 éven aluli labdarúgók számára.
A tornát 2013 óta rendezik meg és tervek szerint két évenként lesz az újabb kiírás. A 2016-os torna egyben selejtező is a 2016-os olimpiai játékokra.
A legsikeresebb válogatottak, Japán, Irak, Üzbegisztán, Dél-Korea és Szaúd-Arábia 1–1 győzelemmel.

## Eddigi eredmények
| 2013 Részletek | Omán        | Irak         | 1–0      | Szaúd-Arábia | Jordánia   | 0–0 (3–2) b.u. | Dél-Korea   |
| 2016 Részletek | Katar       | Japán        | 3–2      | Dél-Korea    | Irak       | 2–1' h.u.      | Katar       |
| 2018 Részletek | Kína        | Üzbegisztán  | 2–1 h.u. | Vietnám      | Katar      | 1–0            | Dél-Korea   |
| 2020 Részletek | Thaiföld    | Dél-Korea    | 1–0 h.u. | Szaúd-Arábia | Ausztrália | 1–0            | Üzbegisztán |
| 2022 Részletek | Üzbegisztán | Szaúd-Arábia | 2–0      | Üzbegisztán  | Japán      | 3–0            | Ausztrália  |

## Éremtáblázat
| Ország       |   |   |   |   |
| ------------ | - | - | - | - |
| Szaúd-Arábia | 1 | 2 | 0 | 3 |
| Dél-Korea    | 1 | 1 | 0 | 2 |
| Irak         | 1 | 0 | 1 | 2 |
| Üzbegisztán  | 1 | 1 | 0 | 2 |
| Japán        | 1 | 0 | 1 | 2 |
| Vietnám      | 0 | 1 | 0 | 1 |
| Katar        | 0 | 0 | 1 | 1 |
| Ausztrália   | 0 | 0 | 1 | 1 |
| Jordánia     | 0 | 0 | 1 | 1 |